# カ号観測機
萱場 KA-1 カ号観測機
- 用途：観測機
- 分類：オートジャイロ
- 製造者：萱場製作所
- 運用者： 大日本帝国（大日本帝国陸軍）
- 初飛行：1941年5月26日
- 生産数：98機
- 運用状況：退役

カ号観測機（かごうかんそくき）は、第二次世界大戦時に日本陸軍が開発した観測機である。後に改称されオ号観測機となった。砲兵の弾着観測や、対潜哨戒に使用された。日本で実戦配備されたものとしては唯一のオートジャイロである。設計、製造は萱場製作所（現カヤバ）。

## 概要

### 世界の潮流
1923年（大正12年）にスペインのフアン・デ・ラ・シエルバにより実用化されたオートジャイロは1930年代当時、世界各国で軍事利用が行われていた。アメリカ海軍では1931年（昭和6年）にピトケアン PCA-2の改良型をXOP-1 試作観測機として、空母ラングレーで発着艦実験を行い成功させ（史上初の艦載回転翼機。結果不採用）、遅れてアメリカ陸軍とアメリカ海兵隊が少数ながらケレット KD-1シリーズを採用した。
さらにシェルヴァ C.30が、1934年（昭和9年）にスペイン海軍の水上機母艦デダロ、1935年（昭和10年）にはイギリス海軍の空母カレイジャス、イタリア海軍の重巡洋艦フィウメでの発着艦実験に成功していた。後にイギリスはオートジャイロをバトル・オブ・ブリテンでレーダーサイトの点検作業などに活用している。
日本陸軍の仮想敵であるソ連では、1920年代末からオートジャイロの研究開発が始まり、シェルヴァ C.8を参考に、1929年9月25日にソ連初のオートジャイロであるKASKR-1（カースクル アジーン）が、1931年1月11日にKASKR-2（カースクル ドヴァー）が、初飛行している。さらにKASKR-2の発展型の実用機として、シェルヴァ C.19を参考に、カモフ A-7（1934年9月20日初飛行）やA-7bisやA-7-3A（1936年）が開発されている。カモフ A-7シリーズは世界初の武装オートジャイロでもあった。なお、本機も、オートジャイロの搭載量や航続力の不足に対する不満から、後に、STOL機であるOKA-38 アーイスト（Fi 156 シュトルヒのソ連版デッドコピー）にとって代わられている。

### 日本での動き
日本でもこうした潮流に乗り遅れまいと、1932年（昭和7年）イギリスからシェルヴァ C.19が2機輸入され、内1機は海軍で研究用に、もう1機は朝日新聞社が購入した。翌1933年（昭和8年）には陸軍が学芸技術奨励寄付金でアメリカからケレット K-3を2機（愛国第81号と第82号）購入した。海軍のC.19と陸軍のK-3は事故で失われた。
1939年（昭和14年）8月陸軍航空本部はアメリカから、当時最新型のケレット KD-1Aを1機購入したが、これも1940年（昭和15年）2月に事故で中破した。すると陸軍技術本部が気球の替わりとなる弾着観測機として目をつけ、航空本部から破損機を譲り受け、同年暮れに大阪高等工業学校（後の大阪府立大学工学部）の三木哲夫教授の下へ運び込まれ、その指導の下、萱場製作所に修理を依頼した。その背景には前年のノモンハン事件において、日本陸軍砲兵の揚げた弾着観測用係留気球がソ連軍戦闘機に撃墜され、役目を果たせなかったという事由があった。なお、1940年（昭和15年）に、本機と並行試作される形で、テ号観測機の開発指示が出されている。

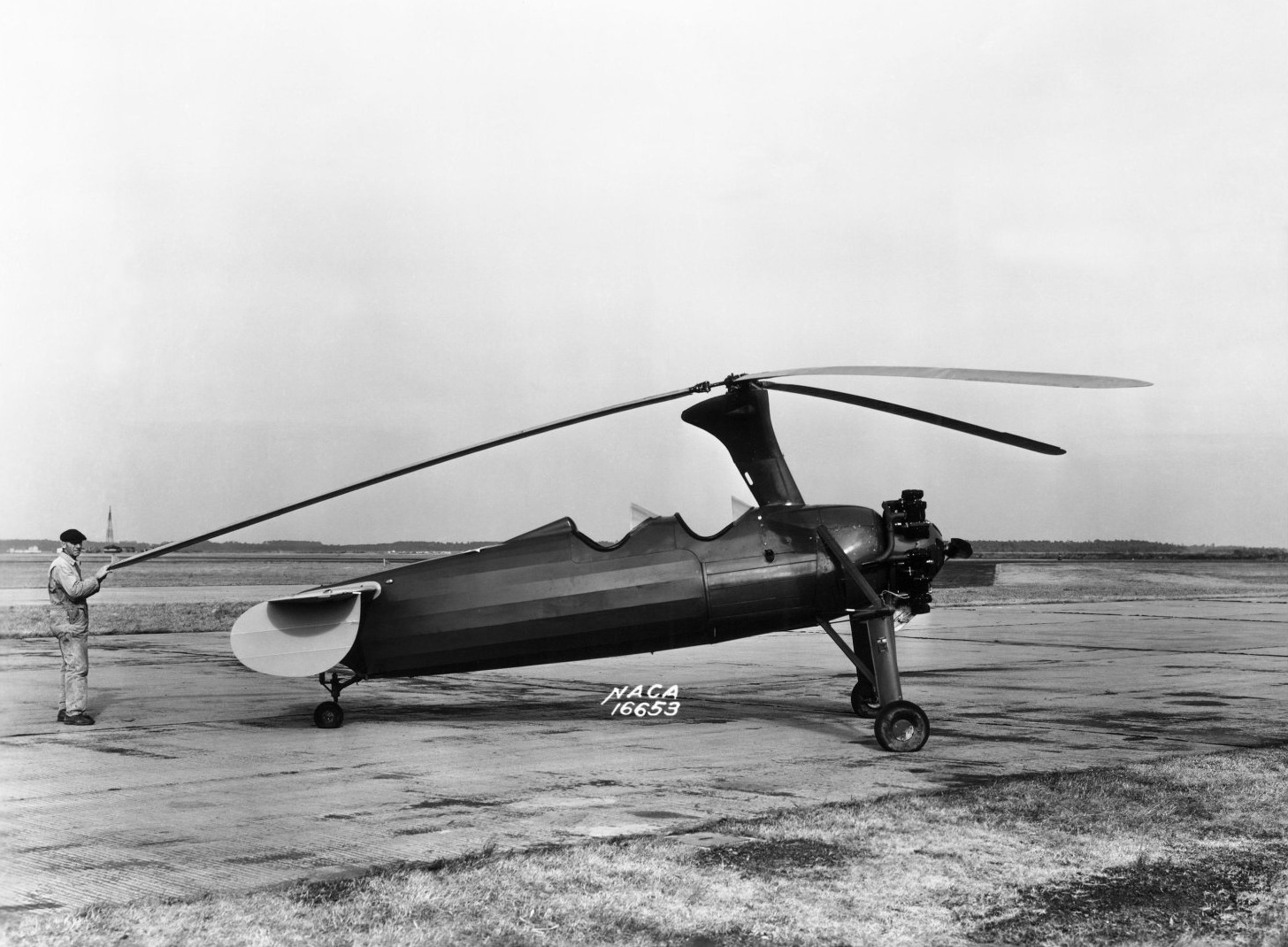
KD-1Aの米陸軍版であるYG-1B

### 試作機の製作
事故で中破したケレットKD-1Aは1941年（昭和16年）5月に修理が終わり、試作機KD-1A復元機として伊丹空港で飛行試験を行った。操縦は朝日新聞社航空部が引き受け、飯沼正明飛行士（神風号操縦士）と同乗の塚越賢爾機関士（神風号機関士）に託され、同年5月26日に初飛行した。試験結果は良好で、同年5月、技術本部はこれを原型とした国産型2機の製作を、萱場製作所と神戸製鋼所に依頼し、1943年（昭和18年）始めに完成した。国産型の胴体は萱場製作所製で、エンジンと駆動装置は神戸製鋼所製であった。完成した国産型は多摩川河畔での飛行試験で成功を収めた。カ号をK-3とシェルヴァを基に萱場製作所が独自開発したとする古い説は誤りである。
1942年（昭和17年）11月に国産型はカ号一型観測機（カ-1）として採用され、1943年（昭和18年）に60機分（予定）、1944年（昭和19年）に毎月20機分（予定）の量産が発注された。カ号が240機生産されたとする古い説は誤りである。240機という数字は、昭和19年度の計画に基づく推測と考えられる。
本機は航空本部ではなく技術本部主導で開発された砲兵機材の為、キ番号が与えられていない。“カ号”の「カ」は、萱場製作所や観測機ではなく、「回転翼」の頭文字をとったものである。これはテ号の「テ」が「低速固定翼機」の頭文字であることからも、回転翼と固定翼の対比であることがわかる。また、もう一つの呼び名の“オ号”（オ-1、オ-2）は、「オートジャイロ」の頭文字に由来するという。これはソロモン群島要地奪回の作戦名である「カ号作戦」との混同を避けるため、1944年（昭和19年）以降に改称されたものである。本機のヴァリエーションは数種の改造試作型を含めオ-6まで存在する。その中には、垂直離陸の実験のために、ローターブレードの先端に小型の補助ロケットを搭載したものも存在した。
試作機（復元機）はジャコブスL-4MA-7空冷星形7気筒エンジンを搭載したが、国産型2機と一型ではアルグス・モトレンAs 10C空冷倒立V型8気筒エンジン（神戸製鋼所で国産化）を搭載した。これはドイツのFw 186やFi 156の搭載エンジンと同じ物で、前方視界改善と空気抵抗減少を狙ったものだった。しかしアルグスエンジンの筒温過昇トラブルが多発し、一型の生産は約20機で打ち切られた。以後は試作機と同じジャコブスエンジン（神戸製鋼所で国産化）を搭載したカ号二型観測機（カ-2）へと量産は移行した。ジャコブスエンジン搭載型を試作機のみとする古い説は誤りである。

### 機体構造
機体構造は、主翼と補助翼（エルロン）は無く、胴体、垂直尾翼、方向舵（ラダー）は鋼管骨組に羽布張り、水平尾翼は木製骨組に羽布張りで、昇降舵（エレベーター）は無かった。水平尾翼は左右が逆キャンバー（反り）になっており、プロペラから発生するアンチトルクを相殺していた。鋼管桁に合板張りの3翅ローターを有していた。格納時にはローターを後方に折りたたむことができた。プロペラは木製固定ピッチ2翅であった。重心の関係から、燃料タンクは、観測員や乗客の乗る、前席の両側面に配置されていた。
計器類は観測員席である前席と操縦席である後席の両方にあり、前席の計器類は航法用のみなので、後席よりも計器が少なく、後席の計器と重複していた。計器類には、対気速度計・高度計・昇降計・旋回計・羅針儀・時計・エンジンとローターの回転計・油温計・その他、などがあった。
- - カ号観測機前席の航法用計器類（左から、速度計・羅針儀・高度計・時計。後席と同じ計器が重複していることがわかる）

- - カ号観測機後席の計器類

### 生産
生産は、機体は萱場製作所仙台工場、エンジンは神戸製鋼所大垣工場にて行われた。しかしエンジンやプロペラなど重要部品の供給の遅れから、生産は遅々として進まず、終戦までに計98機しか軍に納入できなかった。しかもその内、完成していた10数機は被爆によって破壊され、約30機はエンジンがついていない状態だった。そのため実用となったのは50機前後とされる。実戦配備されたのはその内の約30機、対潜哨戒機（後述）として使われたのはさらにその内の約20機であり、それらは空冷倒立V型エンジンの一型であった。

### 運用
これらの機体は戦局の変化から、当初予定された中国大陸での弾着観測任務にはほとんど使用されず、ごく一部がフィリピンに送られた（後述）他は、大半は後述の対潜哨戒任務に転用された。その際は前席の観測員席を改造して胴体下に小さなドラム缶のような60 kg爆雷1発（つまり人間1人分のペイロード）を懸吊して積載できるようにし、その重量分は観測員を降ろして確保し、後席の操縦士のみの単座機として運用された。船団護衛時には高度200 mを飛行し、敵潜水艦発見時には高度60 mまで降下して爆雷を投下した。発見できなかった場合は、警告・威嚇として、船団の前方に投下した。この対潜哨戒機に改造されたカ号は、爆雷を積載していない時は通常の複座機として運用できた。その他、戦闘指揮、偵察、連絡任務にも使用されている。

## 対潜哨戒機としての運用
1943年（昭和18年）、陸軍はカ号を戦時標準船を改造した護衛空母に艦載して対潜哨戒機として使うことを考えた。
同年6月4日、特殊舟艇母船あきつ丸にてカ号の発着艦実験が行われ、成功した。
同年7月、オートジャイロ搭乗員として陸軍船舶部隊の中から第1期生10名が選抜され、愛知県豊橋市郊外大清水村の、老津陸軍飛行場にて教育訓練を受けた。1944年（昭和19年）2月、卒業し、入れ替わりに第2期生40名の教育訓練が開始され、同年9月、卒業した。
母船には当初、2D型貨物船が考えられたが、2D型では小さすぎることから、最終的にはあきつ丸と熊野丸（熊野丸はこの時点では未成）、特2TL型山汐丸（同じくこの時点では未成）に決まった。
しかしカ号が艦載されることは無く、この役目はSTOL機である三式指揮連絡機にとって代わられた。
これはカ号の生産が遅々として進まなかったことと、本格的な空母で運用するならば固定翼機のほうがオートジャイロより搭載量など総合的な能力で勝る為である。
1944年（昭和19年）4月から7月にかけてあきつ丸は改装され、デリックの撤去と飛行甲板の拡幅と航空艤装が施され、航空機着艦能力を有する本格的な空母に生まれ変わった。
三式指揮連絡機は1944年（昭和19年）8月から11月まであきつ丸に艦載され、対潜哨戒任務に就いた。
カ号があきつ丸に艦載され対潜哨戒任務に就いたとする説は誤りである。
この、三式指揮連絡機を装備した艦載機部隊は、独立飛行第1中隊という。
第1期生と第2期生の計50名の教育訓練終了と共に、1944年（昭和19年）10月、広島市宇品の陸軍船舶司令部本部内に船舶飛行第2中隊（中隊長：本橋大尉（後に少佐））が編成された。
これは日本初の回転翼機部隊であった。
同年11月にあきつ丸は沈没し（この時に、前述のフィリピンへの輸送のために、ごく少数のカ号が「貨物として」積載されていたが、あきつ丸とともに失われた）、またこの頃レイテ島が陥落し、南方航路は事実上閉鎖され、南方航路での船団護衛任務自体が無くなった為、カ号は日本本土の陸上基地で運用されることになった。
船舶飛行第2中隊は宇品の江波飛行場にて爆雷投下訓練などの猛訓練の後に、福岡の雁ノ巣（がんのす）飛行場に移動し、壱岐水道などの索敵・哨戒・警護飛行の任務に就いた。
1944年（昭和19年）秋頃から壱岐に筒城浜（つつきはま）基地の建設が 始められ、同年末にほぼ完成した。
草地を平坦にしただけの未舗装の滑走路は、長さ約200 m足らず、幅約40 mだった。屋根をシートや竹や藁などで擬装した、奥行き約8 m、幅約5 m、高さ約5 mの、半地下壕式格納庫が十数ヶ所構築された。
船舶飛行第2中隊は、1944年（昭和19年）末から1945年（昭和20年）1月始め頃に、雁ノ巣飛行場から筒城浜基地に移動し、1月17日から壱岐水道の索敵・哨戒・護衛飛行が開始された。
筒城浜基地の船舶飛行第2中隊は、搭乗員と整備兵、合わせて約200名、運用されるカ号は約20機であった。カ号は運用期間中に10機前後が事故で失われた。
5月からは対馬の厳原（いづはら）飛行場にも分遣され、最後に残された大陸とのシーレーンである博多 - 釜山間での対潜哨戒や船団直衛任務に従事した。
米艦載機が出現するようになったため、6月に能登半島方面に移動し、石川県の七尾（ななお）基地で終戦を迎えた。
本来の目的であるシーレーン防衛の任務はきわめて小規模ながら一応果たしたが、対水上レーダーも無く目視による監視のみでは、潜水艦撃沈などの具体的な戦果を上げることはできなかった。
一方同じ頃、アメリカではシコルスキー R-4やR-6などのヘリコプターが実用化・大量生産され、沿岸警備隊や陸軍が対潜哨戒や輸送任務に艦載して使用していた。カ号は軍用オートジャイロの時代の終焉の象徴でもあった。

## 飛行の仕組み
本機が離陸する際には、始動車（実際の運用現場では数の少ない始動車は配備されなかった）もしくはゴム掛け始動（一人がプロペラを手で押さえ、他がプロペラの先端のひとつに2本のゴム索の付いた布袋をひっかけて引っ張ったら、手を放す）により、エンジンを始動し、クラッチを引きエンジンをローターに接続し、ローターをあらかじめ回転させ、回転数が毎分180回転に達したらローターのクラッチを切り、機首のプロペラで前進、ローターが自然回転により毎分220 - 240回転に達し、発生する揚力で自然に離陸した。
本機は動力でローターを駆動する機構を備えていたが、ローターのピッチ変更機能を持たなかったため、現代のオートジャイロのように、実質的に垂直離陸であるところの、無滑走で離陸する跳躍離陸（ジャンプ・テイクオフ）の機能は備えていない。しかし、向かい風なら数 mの滑走で離陸でき、無風状態でも30 - 50 mほどで充分だったため、実用上は必要無かったと思われる。
空中でスロットルを全開にすれば、15度の仰角姿勢でほとんど空中で静止状態でいることができ（ホバリング）、その姿勢で空中で360度方向転換（緩旋回）することも可能だった。操縦はローターの回転面を傾ける事で、揚力の分力により行われた。着陸はほとんど滑走せずに行う事が可能だった。また、もしエンジンが停止したとしてもオートローテーションで安全に着陸できた。
本機の操縦は、コントロールスティックでローターヘッド全体（ローター平面）を制御に必要な方向に傾けることで行い、エルロンとエレベーターを必要としなかった（ウイングレス）。なお、原型機であるケレット KD-1の型式名の「D」は、「DIRECT CONTROL」を意味し、翼に依ることなく、ローターが回転している限り、対気速度がゼロでも機体の効果的な制御が可能であることを意味していた。

## 諸元
- 全長： 6.95 m
- ローター折畳時全長： 6.680 m（一型）
- 全幅： 3.02 m
- 全幅： 10.60 m（停止したローター含む）
- 全高： 3.10 m
- ローター回転直径： 12.2 m
- 自重： 750 kg
- 全備重量： 1,170 kg
- エンジン：
  - （一型）神戸製鋼所製 アルグス As 10C 空冷倒立V型8気筒 240 hp/2000 rpm（離昇出力） 200 hp（公称出力）
  - （二型）神戸製鋼所製 ジャコブス L-4MA-7 空冷星型7気筒 245 hp/2200 rpm（離昇出力）
- 速度： 162 km/h（最大巡航速度）、115 km/h（普通巡航速度）、43 km/h（最小速度）
- 上昇力： 1,000 mまで3分26秒、2,000 mまで7分49秒
- 上昇限度： 3,500 m
- 燃料消費量： 54 L/h
- 航続時間： 2.1 時間（燃料 114 Lとして）
- 航続距離： 240 km（普通巡航速度）
- 武装： 60 kg爆雷×1
- 乗員： 2 名（爆装時は1 名）

## 登場作品
『艦隊これくしょん－艦これ－』
艦載対潜哨戒機として「カ号観測機」「オ号観測機改」「オ号観測機改二」が登場。